# Bourreria ovata
Bourreria ovata là loài thực vật có hoa trong họ Mồ hôi. Loài này được Miers mô tả khoa học đầu tiên năm 1869.